# 1922年の相撲
1922年の相撲（1922ねんのすもう）は、1922年の相撲関係のできごとについて述べる。
1921年-1922年-1923年

## 台覧相撲
- 3月10日 - 偕行社にておいて、摂政皇太子裕仁親王（後の昭和天皇）が陸軍記念日余興相撲を台覧[1]。
- 4月15日 - 徳川家達公爵邸において、ウェールズ大公エドワード親王が台覧[1]。
- 4月29日 - 霞ヶ関離宮において、摂政皇太子裕仁親王が誕辰祝賀余興相撲を台覧[1]。
- 5月27日 - 水交社において、摂政皇太子裕仁親王が海軍記念日余興相撲を台覧[2]。

## 本場所など
- 1月場所（大阪相撲）[3]
  - 興行場所:新世界国技館
  - 1月11日より10日間興行
- 1月場所（東京相撲）[4]
  - 興行場所:両国国技館
  - 1月13日より10日間興行
  - 92対71で西方勝利。旗手は陸奥ノ山三平。個人優勝は鶴ヶ浜増太郎。
- 3月場所（東京大阪合併相撲）[3]
  - 興行場所:新世界国技館
  - 3月17日より10日間興行
- 5月場所（東京相撲）[5]
  - 興行場所:両国国技館
  - 5月12日より10日間興行
  - 94対83で西方勝利。旗手は阿蘇ヶ嶽梶右エ門。個人優勝は大錦卯一郎。
- 5月場所（大阪相撲）[2]
  - 興行場所:新世界国技館
  - 5月13日より10日間興行

## その他相撲披露
- 11月2日-3日 - 明治神宮奉納相撲[2]

## 誕生
- 1月17日 - 増巳山豪（最高位：前頭13枚目、所属：三保ヶ関部屋→出羽海部屋→三保ヶ関部屋、+ 1995年【平成7年】）[6]
- 1月18日 - 照ノ海照光（最高位：十両筆頭、所属：二所ノ関部屋）
- 1月26日 - 輝昇勝彦（最高位：関脇、所属：高嶋部屋、+ 1967年【昭和42年】）[7]
- 2月7日 - 三根山隆司（最高位：大関、所属：高嶋部屋、+ 1989年【平成元年】）[8]
- 3月7日 - 琴錦登（最高位：小結、所属：二所ノ関部屋、+ 1974年【昭和49年】）[9]
- 3月10日 - 愛知山春雄（最高位：前頭4枚目、所属：立浪部屋、+ 1986年【昭和61年】）[10]
- 3月20日 - 小野錦喜三郎（最高位：前頭16枚目、所属：陣幕部屋→小野川部屋→陣幕部屋→小野川部屋、+ 1990年【平成2年】）[10]
- 3月23日 - 二豊山光良（最高位：十両8枚目、所属：立浪部屋→双葉山道場→時津風部屋）
- 3月25日 - 智異ノ山正一郎（最高位：十両3枚目、所属：出羽海部屋、+ 没年不明）
- 4月23日 - 羽嶋山昌乃武（最高位：関脇、所属：出羽海部屋、+ 2011年【平成23年】）[11]
- 8月22日 - 緋縅力弥（最高位：前頭10枚目、所属：錦島部屋、+ 1970年【昭和45年】）[12]
- 10月17日 - 宮城海清人（最高位：前頭15枚目、所属：出羽海部屋）[13]
- 11月1日 - 五ツ海義男（最高位：小結、所属：出羽海部屋、+ 2008年【平成20年】）[8]
- 11月9日 - 若葉山貞雄（最高位：小結、所属：双葉山道場→時津風部屋、+ 2001年【平成13年】）[14]
- 12月6日 - 福の守尚（最高位：十両15枚目、所属：荒汐部屋→双葉山道場→時津風部屋）

## 死去
- 2月15日 - 嶌田川儀兵衞（最高位：前頭9枚目、所属：東関部屋、* 1844年【天保15年】）
- 3月16日 - 相生枩五郎（最高位：関脇、所属：出羽ノ海部屋、* 1882年【明治15年】）[15]
- 6月19日 - 常陸山谷右エ門（第19代横綱、所属：入間川部屋→出羽ノ海部屋、年寄：出羽ノ海、* 1874年【明治7年】）[16]
- 10月4日 - 鳴門洋利之助（最高位：前頭5枚目、所属：中川部屋、* 1886年【明治19年】）[17]